# Alan Weisman
Alan Weisman (24 de marzo de 1947, Minneapolis) es un autor, profesor y periodista estadounidense.

## Educación y carrera profesional
Weisman es licenciado en literatura por la Northwestern University. Es profesor asociado de periodismo y estudios latinoamericanos en la Universidad de Arizona, donde lleva un programa anual de periodismo internacional. También ha enseñado redacción y periodismo en la Universidad de Prescott y la Universidad de Williams, y ha sido becado por la Fulbright en Colombia.

## Obra
Ha escrito varios libros y ganado numerosos premios internacionales por su trabajo en el periodismo y la literatura. El más reciente ha sido El mundo sin nosotros, que describe un escenario del planeta luego de la desaparición de los humanos. Entre sus otros trabajos están: Gaviotas: A Village to Reinvent the World (1998), ganador del Social Inventions Award from the Global Ideas Bank, An Echo In My Blood (1999), La Frontera: The United States Border With Mexico y We, Immortals (1979). Sus reportajes sobre América Latina se han publicado en Harper’s, The New York Times Magazine, Los Angeles Times magazine, Atlantic Monthly, Orión, Audubon, Mother Jones, Condé Nast Traveler, y variadas antologías, incluyendo The Best American Science Writing 2006.
Weisman también es editor de documentales de la Homelands Productions, que ha creado  diversos reportajes para la National Public Radio.

## Vida personal
Vive con su esposa, la escultora Beckie Kravetz, en Massachusetts.